# Nepřítel státu (film)
Nepřítel státu (v anglickém originále Enemy of the State) je americké filmové drama z roku 1998. Režisérem filmu je Tony Scott. Hlavní role ve filmu ztvárnili Will Smith, Gene Hackman, Jon Voight, Barry Pepper a Regina Kingová.

## Obsazení
| Will Smith        | Robert Clayton Dean   |
| Gene Hackman      | Edward Lyle           |
| Jon Voight        | Thomas Brian Reynolds |
| Barry Pepper      | David Pratt           |
| Regina Kingová    | Carla Dean            |
| Ian Hart          | John Bingham          |
| Lisa Bonet        | Rachel F. Banks       |
| Scott Caan        | Jones                 |
| Gabriel Byrne     | falešný Lyle          |
| Jack Black        | Fiedler               |
| Seth Green        | Selby                 |
| Tom Sizemore      | Paulie Pintero        |
| Jason Robards     | Phil Hammersley       |
| Philip Baker Hall | Mark Silverberg       |
| Larry King        | sám sebe              |
| Ivana Miličević   | Sales Clerk           |

## Přijetí

### Tržby
Film vydělal 111,5 milionů dolarů v Severní Americe a 139,1 milionů dolarů v ostatních oblastech, celkově tak vydělal 250,6 milionů dolarů po celém světě. Rozpočet filmu činil 90 milionů dolarů. Za první víkend docílil druhé nejvyšší návštěvnosti, kdy vydělal 20 milionů dolarů.

### Ocenění a nominace
|      | Ocenění                              | Kategorie                                               | Nominovaní                            | Výsledek  |
| ---- | ------------------------------------ | ------------------------------------------------------- | ------------------------------------- | --------- |
| 1999 | Blockbuster Entertainment Award      | neoblíbenější herec: akční/dobrodružný                  | Will Smith                            | vítězství |
| 1999 | Blockbuster Entertainment Award      | neoblíbenější zloduch                                   | Jon Voight                            | nominace  |
| 1999 | Blockbuster Entertainment Award      | neoblíbenější herec ve vedlejší roli: akční/dobrodružný | Gene Hackman                          | nominace  |
| 1999 | BMI Film & TV Awards                 | nejlepší filmová hudba                                  | Trevor Rabin a Harry Gregson-Williams | vítězství |
| 1999 | Image Awards                         | nejlepší film                                           |                                       | nominace  |
| 1999 | Image Awards                         | nejlepší filmový herec v hlavní roli                    | Will Smith                            | nominace  |
| 1999 | Image Awards                         | nejlepší filmová herečka v hlavní roli                  | Regina Kingová                        | nominace  |
| 1999 | Golden Reel Award                    | nejlepší střih zvuku: zvukové efekty                    |                                       | nominace  |
| 1999 | Golden Reel Award                    | nejlepší střih zvuku: dialogy a ADR                     |                                       | nominace  |
| 1999 | MTV Movie Awards                     | nejlepší herec                                          | Will Smith                            | nominace  |
| 1999 | Online Film & Television Association | nejlepší střih                                          |                                       | nominace  |
| 1999 | Online Film & Television Association | nejlepší mix zvuku                                      |                                       | nominace  |
| 1999 | Online Film & Television Association | nejlepší zvukové efekty: střih                          |                                       | nominace  |
| 1999 | Online Film & Television Association | nejlepší titulky                                        |                                       | nominace  |
| 1999 | Teen Choice Award                    | nejlepší film: drama                                    |                                       | nominace  |
| 1999 | Teen Choice Award                    | nejlepší herec                                          | Will Smith                            | nominace  |